# 托隆尼亚别墅

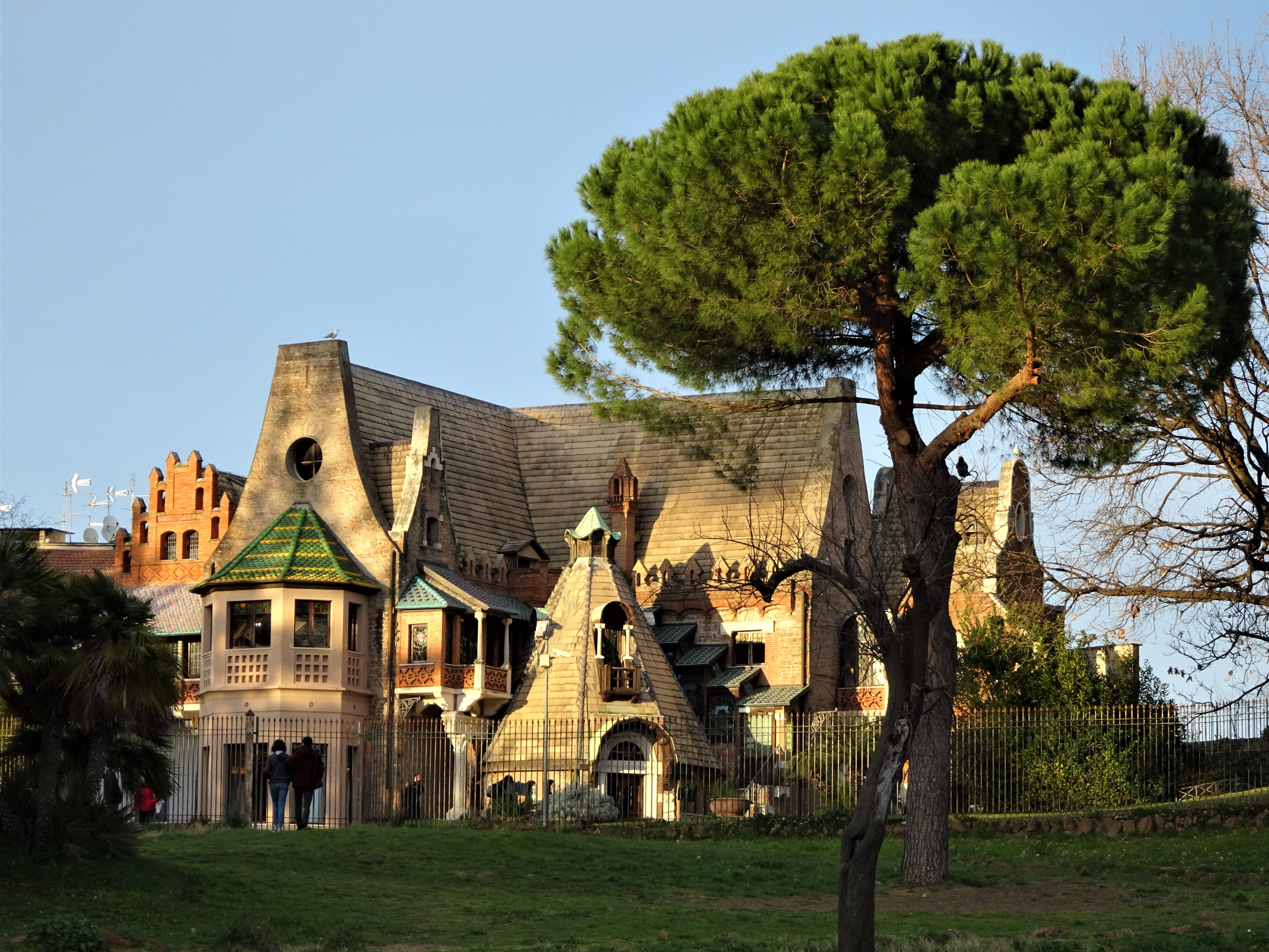
山猫小屋

托隆尼亚别墅（意大利语：Villa Torlonia）是罗马的一个园林，位于诺门塔诺 (Nomentano) 区。它以前是托隆尼亞家族的财产，后成为墨索里尼的住所，自1978年以来它一直是一个公园。其历史建筑构成了托洛尼亚别墅博物馆。

## 历史
从十七世纪到十八世纪中叶，这个庄园属于潘菲利家族。科隆納家族在大约1760年购买了这个财产，并保持其作为农业用地的性质。
别墅的建造始于1806年，由建筑师朱塞佩·瓦拉迪尔（Giuseppe Valadier）为银行家乔瓦尼·雷蒙多·托隆尼亚（Giovanni Raimondo Torlonia）设计，后者在1797年从科隆纳家族手中购买了这片土地，并为其儿子亚历山德罗完成了建造。瓦拉迪尔将两座现有建筑（庄园主屋和Abbati赌场）改造成宫殿和如今的亲王小屋；他还建造了马厩和一个入口，今天由于Nomentana大道的扩建而被拆除。这位建筑师重新规划了公园，创造了对称的大道，并在宫殿的交叉点设置了这些大道。同时，别墅被特别购买的古典雕塑所美化。
在1832年，继承了已故父亲乔万尼的亚历山德罗·托隆尼亚委托乔万尼·巴蒂斯塔·卡雷蒂（Giovanni Battista Caretti）继续进行别墅的工程。其子的独特品味促成了萨图尔努斯神庙、假山和带喷泉的观礼台的建造，以及Caffe-House、圣亚历山德罗礼拜堂和现已不存在的露天剧场。
朱塞佩·雅佩利（Giuseppe Jappelli）参与了别墅的设计，他负责了南部区域的规划，并在那里建造了瑞士小屋和摩尔风格温室。昆蒂利亚诺·雷蒙迪（Quintiliano Raimondi）负责剧院和温室（今日的柠檬树温室）的建设。
在南部地区，与北部的新古典主义风格相反，他们创造了小湖、蜿蜒的小径和新建筑：瑞士小屋、温室、塔楼、摩尔洞穴和比武场。此外，在1842年，亚历山德罗还树立了两座方尖碑以纪念他的父母。
他的继任者乔瓦尼不仅将瑞士小屋改造成现在的自由风格的山猫小屋，还修建了新的围墙、中世纪小屋和红色小屋。
1919年，在别墅的地下室被发现了一个古罗马时期的犹太地下墓地。
20世纪20年代，乔瓦尼·托隆尼亚将别墅赠与贝尼托·墨索里尼作为官邸。墨索里尼及其家人搬到了金钗赌场，而王子则搬到了西维特赌场。元首每年象征性地支付一里拉的租金；即使在 1939 年王子去世后，其继承人亚历山德罗·杰里尼（Alessandro Gerini）仍以同样的条件支付租金。墨索里尼和乔瓦尼的弟弟卡洛·托洛尼亚王子在别墅地下三、四世纪的犹太人墓穴中建造了一个防空洞。1943 年 7 月 25 日之后，墨索里尼家族离开了卡西纳。1944 年至 1947 年，别墅被英美司令部占领。
战后，别墅重归托隆尼亚家族所有，并被遗弃，经历了一段衰败期，直到 1978 年才被罗马市政府买下，变成了一个公园。1991年开始对各个建筑进行修复，将其改造成博物馆。

## 建筑物
- 贵族小屋 (Casino Nobile)

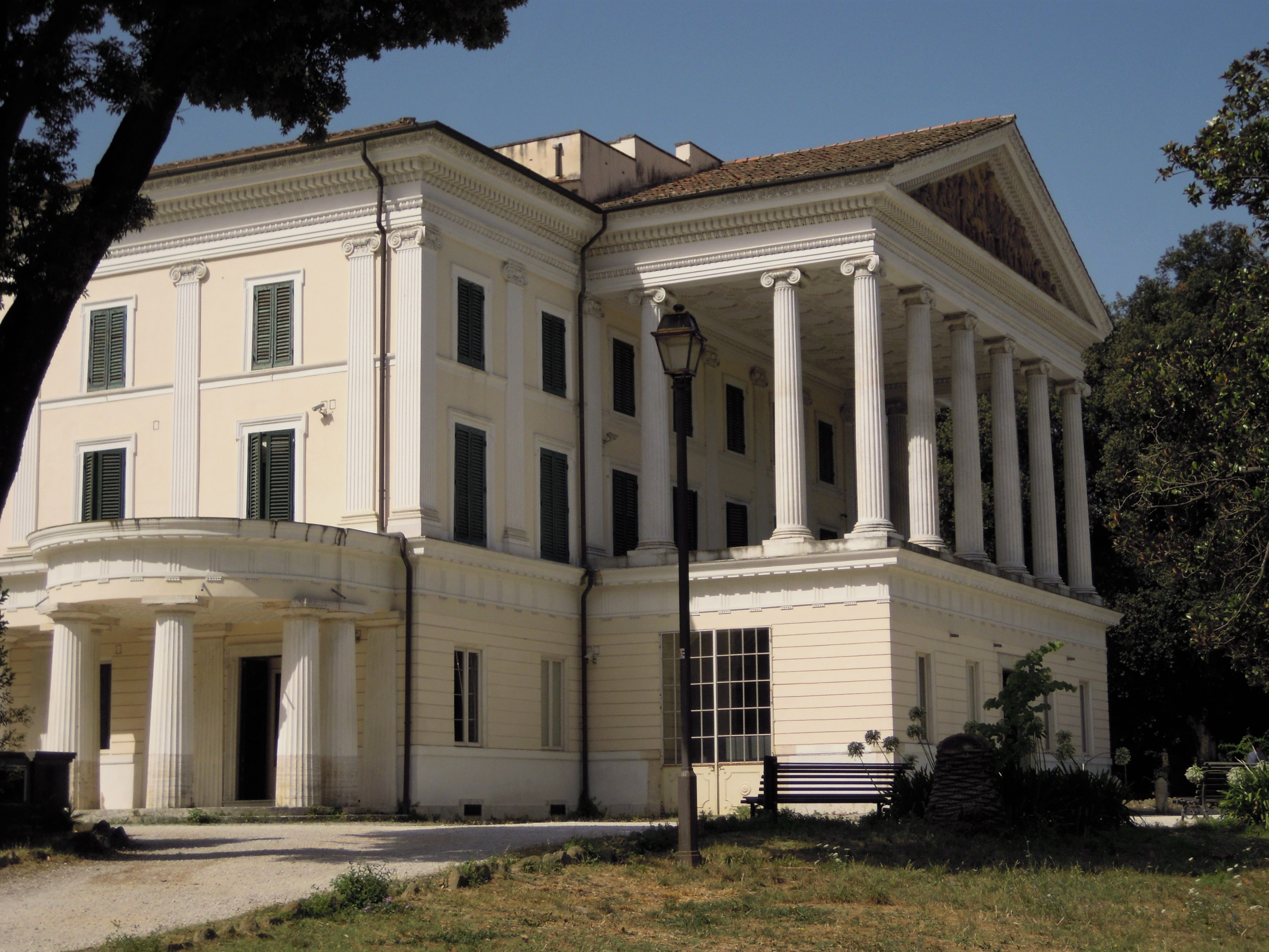
贵族小屋

- 亲王小屋 (Casino dei Principi)
- 山猫小屋 (Casina delle Civette)
- 柠檬温室 (Limonaia)
- 摩尔温室 (Serra moresca)
- 托隆尼亚剧院 (Teatro Torlonia)
- 小红墅 (Villino rosso)
- 中世纪小墅 (Villino Medievale)
- 马厩 (Scuderie)
- 地下墓穴 (Catacombe)

## 延伸阅读
- 托隆尼亞家族